# Courlay
Courlay település Franciaországban, Deux-Sèvres megyében. Lakosainak száma 2403 fő (2022. január 1.). Courlay Bressuire, Chanteloup, La Forêt-sur-Sèvre és Moncoutant-sur-Sèvre községekkel határos.

## Népesség
A település népességének változása:
| Lakosok száma | 2444 | 2463 | 2520 | 2436 | 2429 | 2421 | 2416 | 2409 | 2403 |
|               | 2013 | 2015 | 2016 | 2017 | 2018 | 2019 | 2020 | 2021 | 2022 |